# Infraestructura de transporte
La Infraestructura de transporte es la infraestructura que se integra en algún tipo de sistema de transporte y por la que circulan los vehículos de transporte (automóviles, camiones, barcos, aviones, etc.)

## Vías de transporte
Las vías de transporte. del transporte terrestre son principalmente carreteras y ferrocarriles; las del transporte fluvial son los ríos navegables y canales de navegación (navegación fluvial); las del transporte marítimo (vías de navegación -navegación marítima-) y el transporte aéreo (vías aéreas) no tienen más que una existencia virtual, puesto que los vehículos pueden circular sin limitarse a los trazados previstos, que se fijan por razones de eficiencia y seguridad.

## Redes, nodos y terminales de transporte
Los terminales de transporte son básicos para la navegación marítima y aérea (puertos y aeropuertos), siendo más diseminados en el ferrocarril (estación ferroviaria) y casi completamente ubicuos en el transporte por carretera, que es el más flexible y cuyas redes tienen más conectividad (nodos, red de transporte). Los intercambiadores de transporte (cluster) y las plataformas logísticas son infraestructuras que permiten el transbordo e intercambio entre distintos medios de transporte de personas y mercancías (transporte intermodal).:)